# Juncus luciensis
Juncus luciensis är en tågväxtart som beskrevs av Barbara Jean Ertter. Juncus luciensis ingår i släktet tåg, och familjen tågväxter. Inga underarter finns listade i Catalogue of Life.